# Re’im
Re’im (hebr.: רעים) – kibuc położony w Samorządzie Regionu Eszkol, w Dystrykcie Południowym, w Izraelu.
Leży w zachodniej części pustyni Negew, w pobliżu Strefy Gazy.
Jest członkiem Ruchu Kibuców (Ha-Tenu’a ha-Kibbucit).

## Historia
Kibuc został założony w 1949 roku.
7 października 2023 roku kibuc był jednym z miejsc dotkniętych atakiem Hamasu na Izrael, który zapoczątkował wojnę Izraela z Hamasem. Bojownicy Hamasu o godzinie 10:00 dostali się do położonej w kibucu bazy wojskowej Dywizji Gaza, a następnie starli się z Siłami Obronnymi Izraela, które wieczorem 7 października zdołały odzyskać kontrolę nad bazą. Oprócz tego bojownicy dokonali napaści na zorganizowany niedaleko Re’im festiwal muzyczny, podczas której zamordowali 364 osoby, a 40 uprowadzili i zabrali do Strefy Gazy jako zakładników.

## Gospodarka
Gospodarka kibucu opiera się na intensywnym rolnictwie.